# 蒙塞居尔 (洛特-加龙省)
蒙塞居尔（法語：Monségur，法語發音：[mɔ̃seɡyʁ]）是法国洛特-加龙省的一个市镇，属于洛特河畔新城区。

## 地理
蒙塞居尔（44°29'2"N, 0°52'45"E）面积10.99 平方千米，位于法国新阿基坦大区洛特-加龍省，该省份为法国西南部内陆省份，北起多爾多涅省，西接吉倫特省和朗德省，南至热尔省，东临塔恩-加龙省和洛特省。
与蒙塞居尔接壤的市镇（或旧市镇、城区）包括：莱德河畔蒙塔尼亚克、孔德宰格、拉科萨德、圣欧班、萨勒、特朗泰勒。

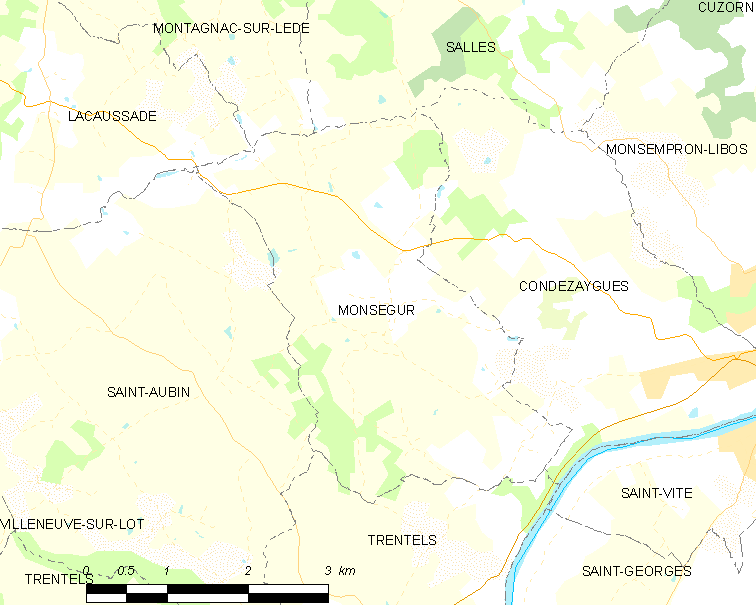
的OSM定位图

蒙塞居尔的时区为UTC+01:00、UTC+02:00（夏令时）。

## 行政
蒙塞居尔的邮政编码为47150，INSEE市镇编码为47178。

## 政治
蒙塞居尔所属的省级选区为上阿日奈-佩里戈尔县。

## 人口

1962-2008年间人口变化图示

蒙塞居尔于2022年1月1日时的人口数量为400人。